# Munàfiq
Munàfiq (àrab: منافق, munāfiq, pl. منافقون, munāfiqūn, literalment ‘hipòcrita’, ‘fals’, ‘impostor’) és un terme islàmic utilitzat per descriure un musulmà que exteriorment practica l'islam però que d'amagat aconsella no creure o fins i tot ignorar la religió, és a dir un hipòcrita. En àrab, bengalí i urdú el terme no té solament un sentit religiós, sinó que s'empra també per indicar aquella persona les accions de la qual són diferents a les seves paraules i consells. Ara bé, en català l'expressió s'ha d'utilitzar en el sentit que apareix a l'Alcorà, especialment a la sura 63, dita Al-Munafiqun o Els hipòcrites, en què per munàfiq o hipòcrita s'entén aquella persona que no té fe encara que aparenta tenir-ne.